# Васильевская (Холмогорский район)
Васильевская — деревня в Холмогорском районе Архангельской области.

## География
Находится в центральной части Архангельской области на расстоянии приблизительно 29 км на запад-северо-запад по прямой от районного центра села Холмогоры на левобережье реки Северная Двина.

## История
В 1859 году здесь (тогда деревня Архангельского уезда Архангельской губернии) было учтено 23 двора, в 1905 — 34. До 2022 года входила в Кехотское сельское поселение до его упразднения.

## Население
Численность населения: 134 человека (1859 год), 218 (1905), 96 (русские 97 %) в 2002 году, 94 в 2010.